# 1162. grenadirski polk (Wehrmacht)
1162. grenadirski polk (izvirno nemško 1162. Grenadier-Regiment; kratica 1162. GR) je bil pehotni polk Heera v času druge svetovne vojne.

## Zgodovina
Polk je bil ustanovljen 25. avgusta 1944 kot sestavni del 568. ljudskogrenadirske divizije; še v času oblikovanja so polk preimenovali v 456. grenadirski polk.